# 齿心藻属
齿心藻属（学名：Serraticardia）为珊瑚藻科的一个属。为珊瑚藻属 （Corallina Linnaeus, 1758）的异名。

## 下级分类
本属包括以下物种：
- Serraticardia macmillani
- 大齿心藻 Serraticardia maxima (Yendo) Silva, 1957